# Mathon
Mathon (toponimo tedesco; in romancio Maton, in italiano Matone, desueto) è una frazione di 53 abitanti del comune svizzero di Muntogna da Schons, nella regione Viamala (Canton Grigioni).

## Geografia fisica
Mathon si trova nello Schamserberg (toponimo tedesco; in romancio Muntogna da Schons), il versante sinistro dello Schams lungo il Reno Posteriore; il punto più elevato del territorio è la cima del Piz Beverin (2 998 m s.l.m.), sul confine con Tschappina.

## Storia

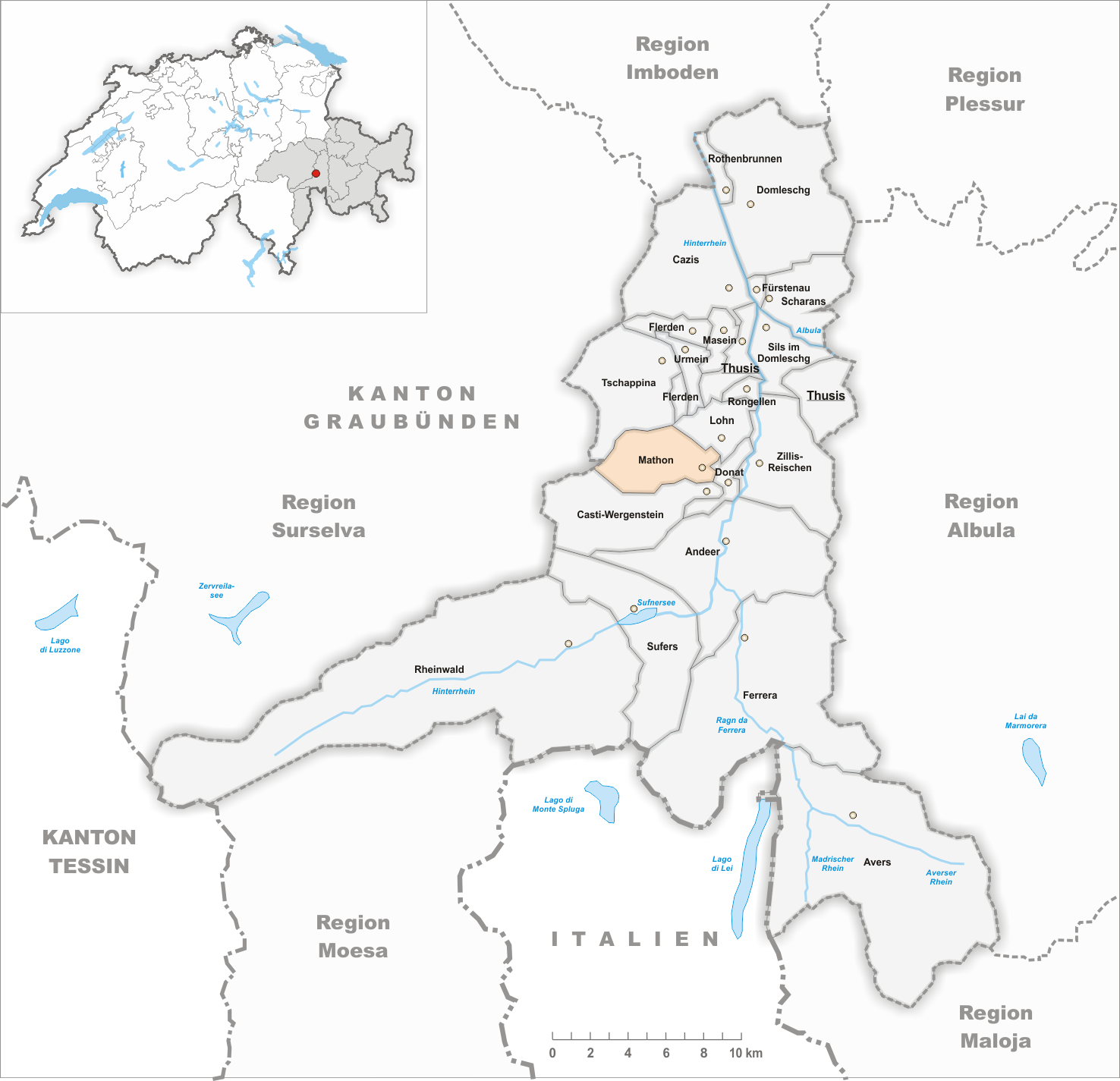
Il territorio del comune di Mathon prima degli accorpamenti comunali del 2021

Dal 1851 fino al 31 dicembre 2020 è stato un comune autonomo che si estendeva per 15,13 km²; il 1º gennaio 2021 è stato accorpato agli altri comuni soppressi di Casti-Wergenstein, Donat e Lohn per formare il nuovo comune di Muntogna da Schons.

## Monumenti e luoghi d'interesse
- Chiesa riformata, eretta nel 1728[1].

## Società

### Evoluzione demografica
L'evoluzione demografica è riportata nella seguente tabella:
Abitanti censiti

### Lingue e dialetti
Nel 2000 oltre il 50% della popolazione parlava romancio.

## Economia
L'economia locale trae impulso principalmente dal settore primario.

## Infrastrutture e trasporti
Mathon dista 16 km dalla stazione ferroviaria di Thusis, 8 km dall'uscita autostradale di Zillis, sulla A13/E43, 46 km da Coira e 90 km da Bellinzona.